# Борго Сан Микеле
Борго Сан Микеле је насеље у Италији у округу Латина, региону Лацио.
Према процени из 2011. у насељу је живело 2149 становника. Насеље се налази на надморској висини од 15 м.